# Kurier Kolejowy
Kurier Kolejowy – ukazujący się od 2010 tygodnik kolejowy (od stycznia 2013 dwutygodnik), będący kontynuacją wydawanego od 1945 przez ówczesny Związek Zawodowy Pracowników Kolejowych PRL „Kolejarza Związkowca”, od 1950 pod tytułem „Sygnały”. W 1956 tygodnik został przejęty przez Wydawnictwa Komunikacji, które w 1961 przekształciły się w Wydawnictwa Komunikacji i Łączności. W latach 1992–2004 był wydawany przez KOW jako tygodnik „Nowe Sygnały”, w okresie 2005-2010 pod tytułem „Kurier PKP”. Przez szereg lat Kurier Kolejowy publikowała spółka KOW media&marketing Sp. z o.o., obecnie Kurier Kolejowy Sp. z o.o. (2017-).

## Siedziba
Redakcja w latach 1950–1991 mieściła się w tzw. Domu Kolejowców Polskich, byłej siedzibie Zjednoczenia Kolejowców Polskich w Al. Jerozolimskich 101, ówcześnie 107. W latach 1992–2004 jej siedziba była zlokalizowana przy ul. Grójeckiej 17, w okresie 2004-2011 przy ul. Chmielnej 73a, w latach 2011–2014 w Al. Jerozolimskich 140, a od 2014 w Al. Jerozolimskich 101. Obecnie firma mieści się w budynku b. centrali PKP S.A. przy ul. Szczęśliwickiej 62 (2020).

## Galeria

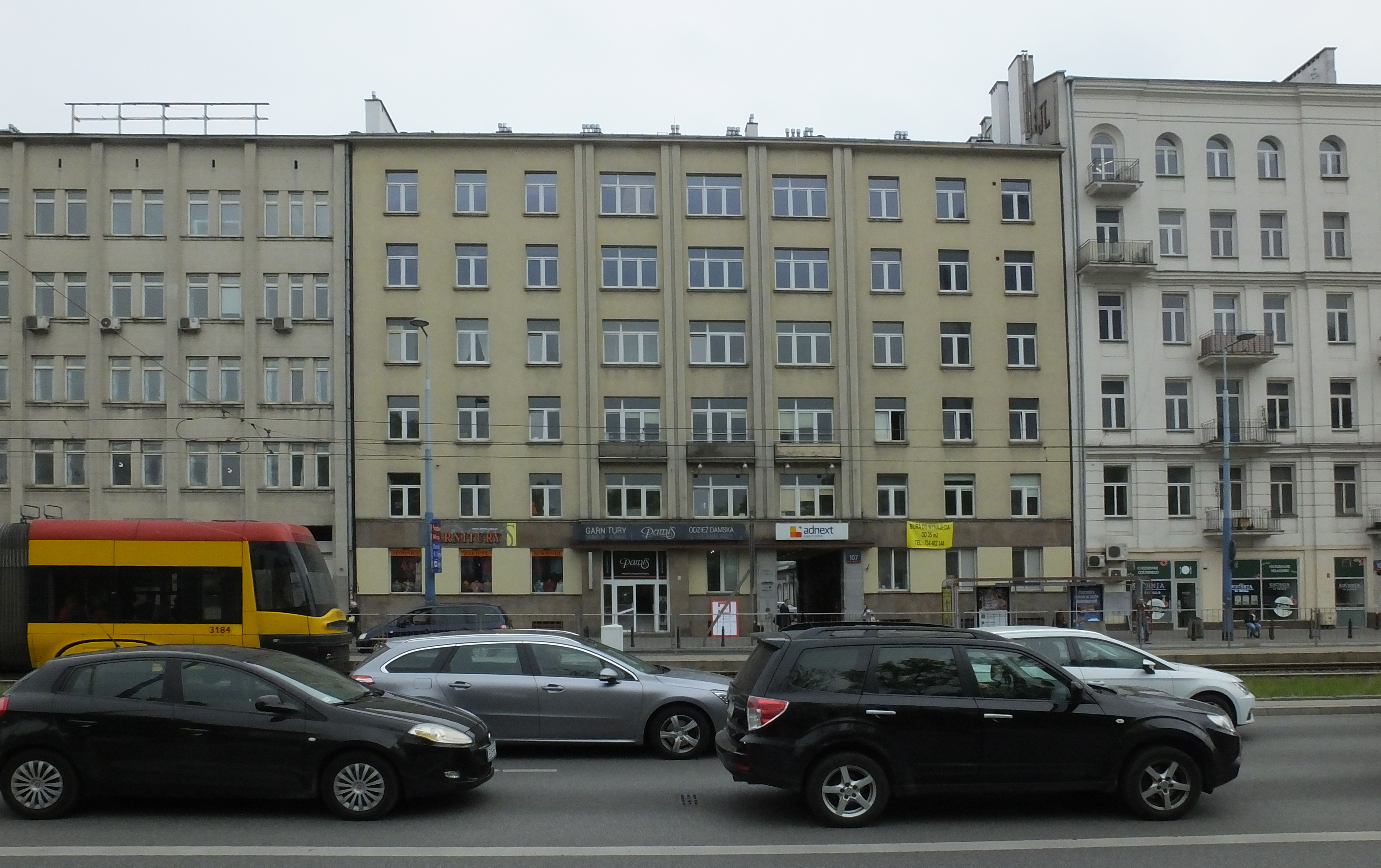
I siedziba redakcji w Domu Kolejowców Polskich w Al. Jerozolimskich 107 (1950–1991)
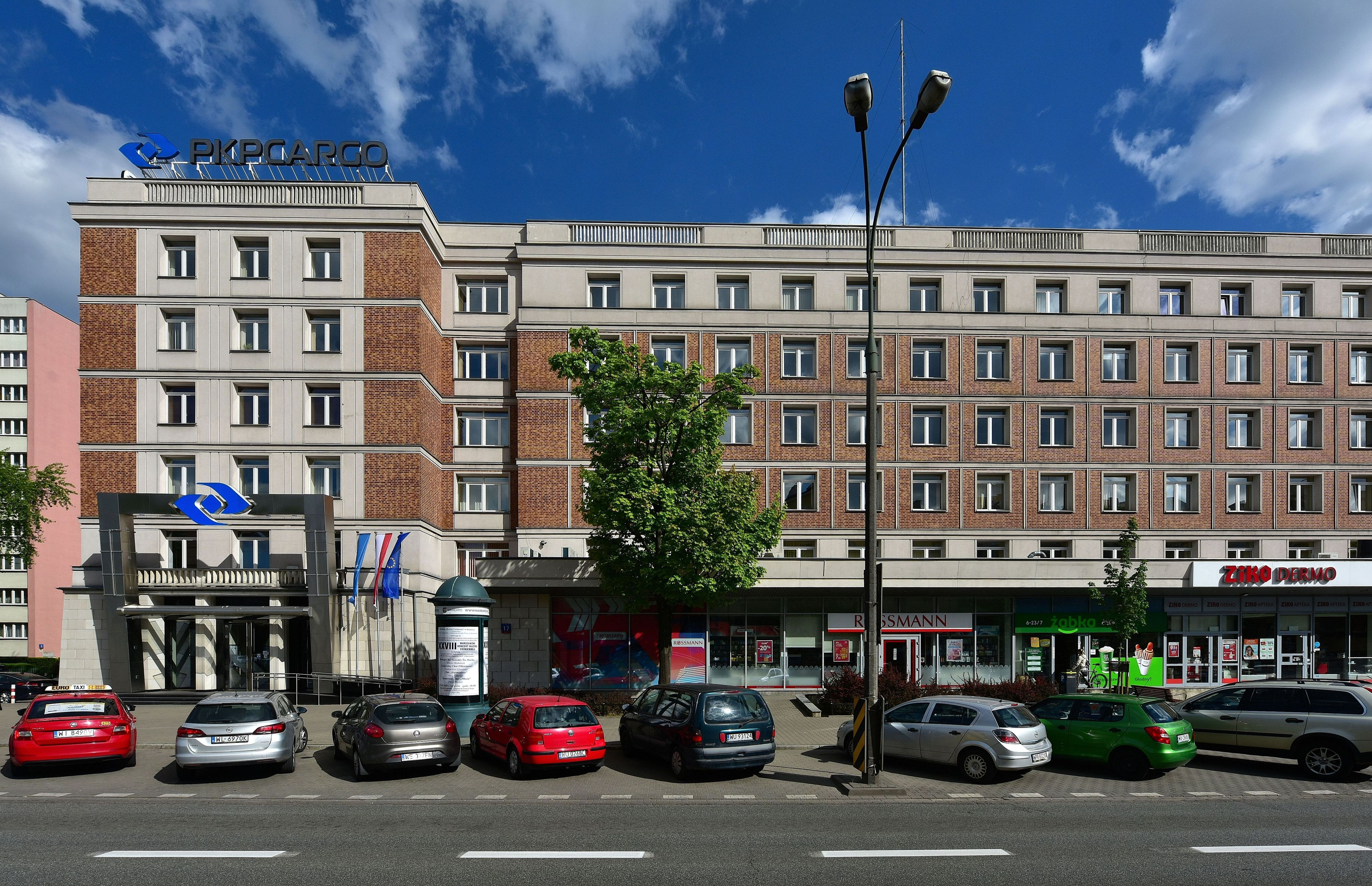
II siedziba redakcji przy ul. Grójeckiej 17 (1992–2004)
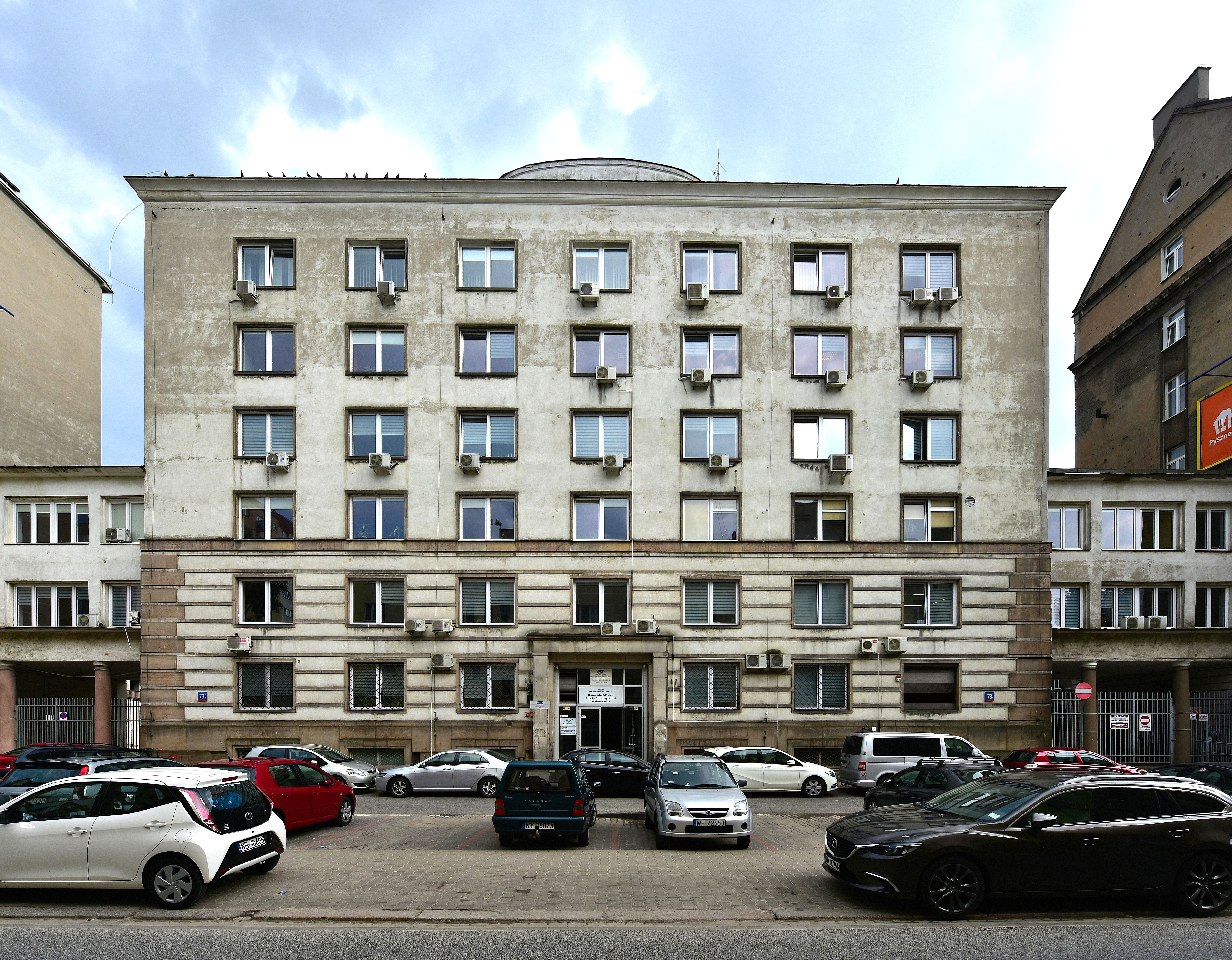
III siedziba redakcji przy ul. Chmielnej 73a (2004-2011)
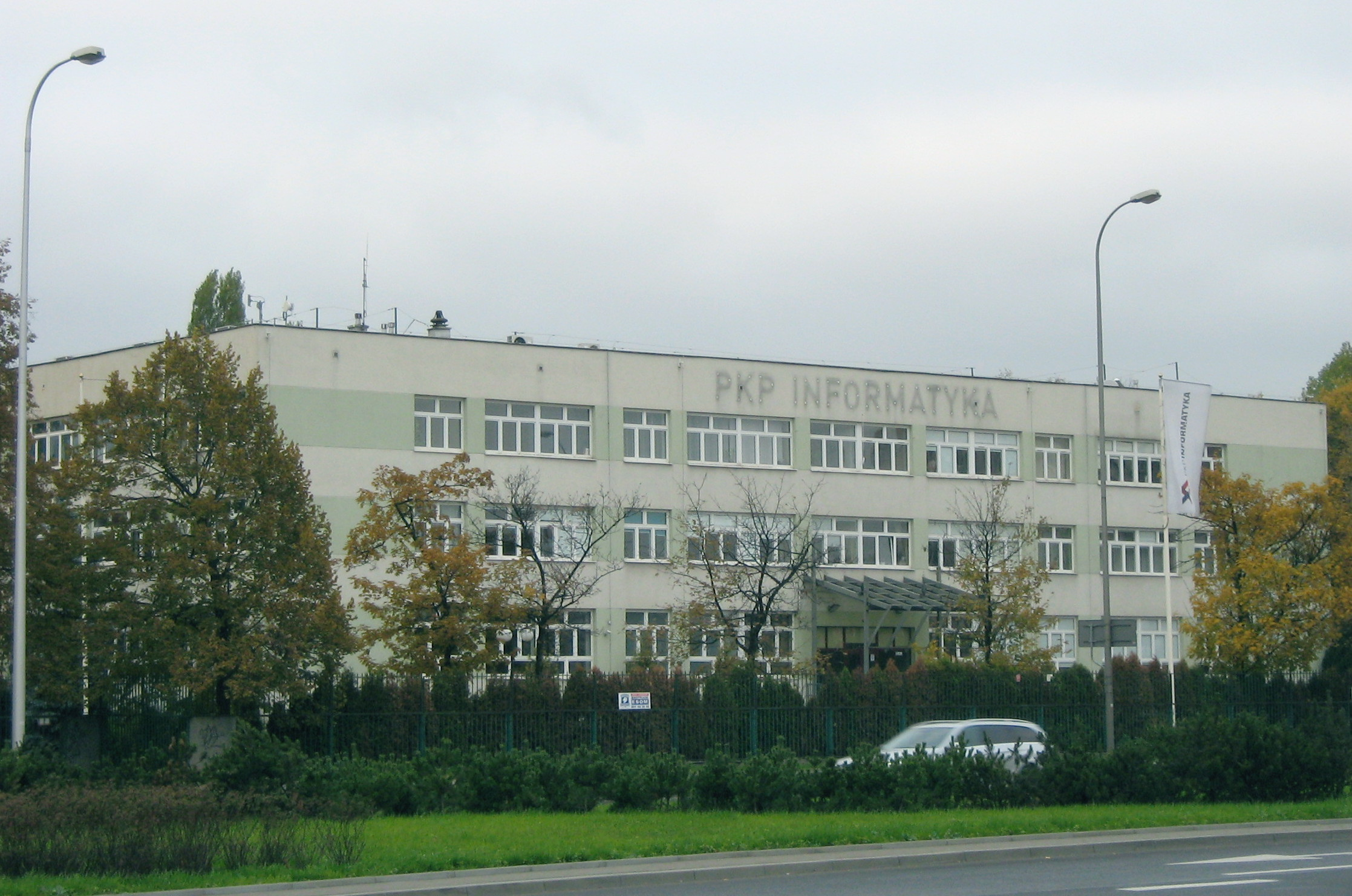
IV siedziba redakcji w al. Jerozolimskich 140 (2011-2014)
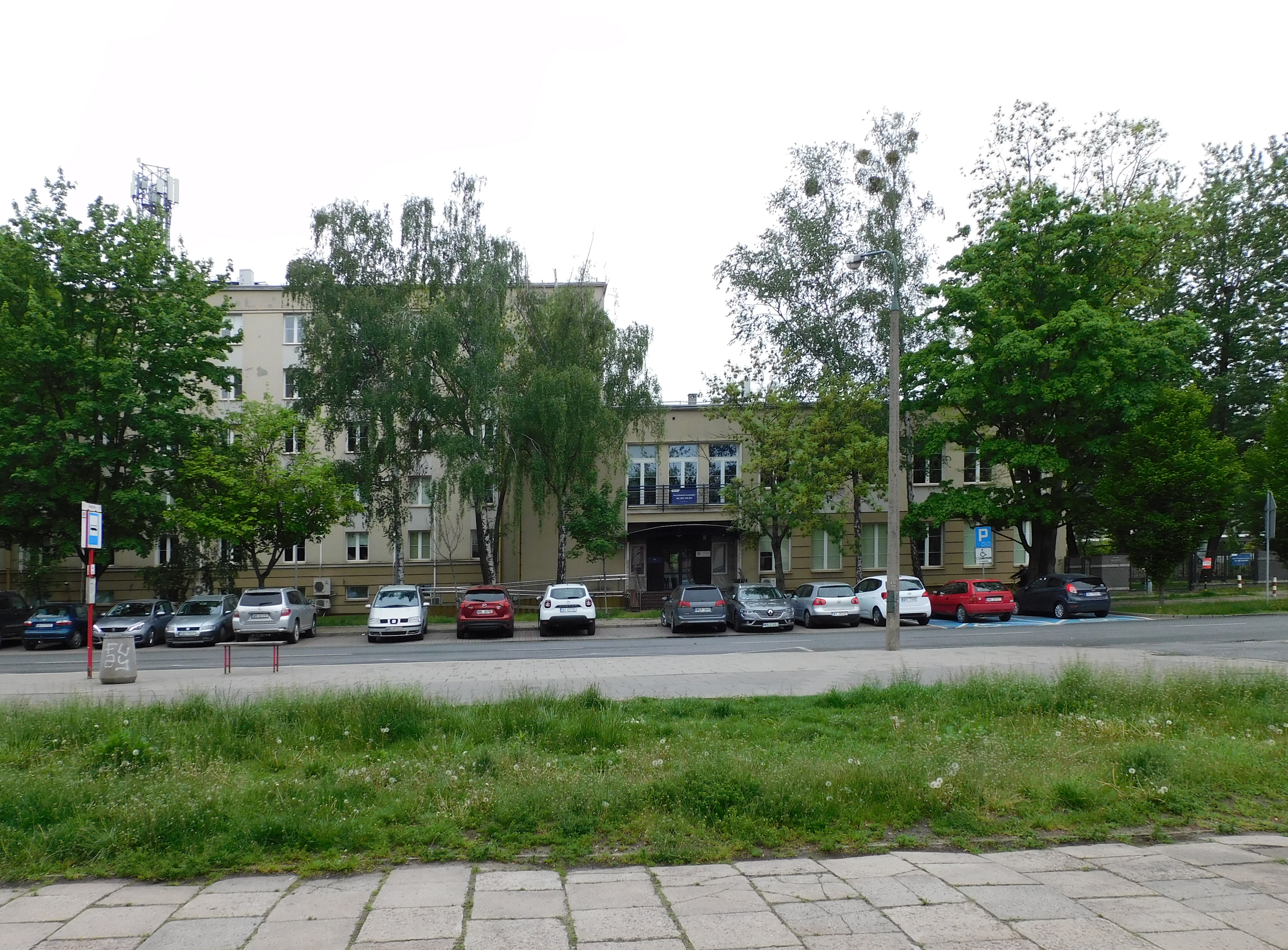
VI siedziba redakcji przy ul. Szczęśliwickiej 62 (2020)